# Slevik batteri
Slevik batteri var ett artilleribatteri vid Slevikbukta i Onsøy i Norge, 15 km från Fredrikstad. Det anlades 1808 av norrmännen till skydd för därvarande utmärkta ankarplats m.m. När en svensk eskader under Wirsén till följd av motvind måste gå till ankars på Sleviks redd 11 augusti 1814, utrymde norrmännen genast batteriet, sedan de förnaglat bestyckningen. Kanoner och ammunition infördes då av svenskarna till Fredrikstad. 1815 såldes byggnaderna i Slevik, som därefter lämnades att förfalla.